# Museo Bredius
Il museo Bredius (Museum Bredius in olandese) è un museo d'arte allestito in una casa del XVIII secolo sulla Lange Vijverberg, a L'Aia, nei Paesi Bassi. Le sue collezioni sono costituite da dipinti, la maggior parte del Secolo d'oro olandese, disegni, argenteria e ceramiche.

## Storia
La collezione è stata raccolta da Abraham Bredius, che viveva sulla Prinsegracht 6 a L'Aia. Quando si trasferì a Monaco nel 1924, aveva già trasformato la sua casa in un museo.
Tuttavia, nel 1985 il vecchio museo sul Prinsengracht fu costretto a chiudere i battenti per i tagli di bilancio. La Fondazione Bredius è stata istituita per rendere di nuovo la collezione accessibile al pubblico. Nel 1990 la collezione fu trasferita in un edificio completamente rinnovato sulla Lange Vijverberg, un tempo sede del Museo del costume olandese. 

## La collezione
La collezione contiene opere di oltre 150 artisti, tra cui dipinti di Aelbert Cuyp, Antoon van Dyck, Melchior d'Hondecoeter, Adriaen van Ostade, Quiringh Gerritsz van Brekelenkam, Jan van Os, Rembrandt, Salomon van Ruysdael, Jacob van Ruisdael e Jan Steen così come un disegno unico di Jan van Goyen. Il museo ospita anche un gran numero di disegni di Rembrandt e Ruisdael.
Vi è una vasta collezione di argenti, tra cui più di 70 oggetti provenienti dalla Amsterdam del XVII - XIX secolo. Sono presenti anche argenti inglesi e tedeschi, oltre a vasi, ciotole e piattini cinesi e 14 sculture policrome di manifattura tedesca. Contiene anche il mobilio dell'antica casa, che ha trovato posto nel nuovo allestimento museale.